# ده سفید (بشرویه)
ده سفید یک منطقهٔ مسکونی در ایران است که در دهستان علی‌جمال واقع شده‌است. براساس سرشماری مرکز آمار ایران در سال ۱۳۹۵، ده سفید ۳۰ نفر جمعیت دارد.